# Kirkbampton
Kirkbampton – wieś w Anglii, w Kumbrii, w dystrykcie (unitary authority) Cumberland. Leży 9 km na zachód od miasta Carlisle i 425 km na północny zachód od Londynu.